# Амамбаи
Амамбаи (порт. Amambai) — муниципалитет в Бразилии, входит в штат Мату-Гросу-ду-Сул. Составная часть мезорегиона Юго-запад штата Мату-Гроссу-ду-Сул. Входит в экономико-статистический микрорегион Дорадус. Население составляет 33 396 человек на 2007 год. Занимает площадь 4202,298 км². Плотность населения — 7,94 чел./км².

## История
Город основан в 1948 году.

## Статистика
- Валовой внутренний продукт на 2005 год составляет 217 030 000,00 реалов (данные: Бразильский институт географии и статистики).
- Валовой внутренний продукт на душу населения на 2005 год составляет 6847,00 реалов (данные: Бразильский институт географии и статистики).
- Индекс развития человеческого потенциала на 2000 год составляет 0,759 (данные: Программа развития ООН).

## География
Климат местности: горный тропический.